# سیارک ۴۴۳۹
سیارک ۴۴۳۹ (به انگلیسی: 4439 Muroto، نامگذاری:1984VA) چهار هزار و چهارصد و سی و نهمین سیارک کشف شده‌است که در ۲ نوامبر ۱۹۸۴ کشف شد.
قدر مطلق سیارک برابر ۱۳٫۰۰ است.